# Dieter Schlüter
Dieter Schlüter (* 19. März 1931 in Frankfurt am Main; † 16. Juni 2021) war ein deutscher Ingenieur, der durch die Entwicklung und Herstellung der ersten kommerziellen funkferngesteuerten Modellhubschrauber bekannt wurde.
Ende 1969 führte er die weltweit ersten erfolgreichen Flüge mit einem funkfernsteuerbaren Modellhubschrauber durch. Im Juni 1970 flog er mit dem von ihm produzierten weltweit ersten Baukastenmodell international anerkannte Weltrekorde über eine Strecke von 11,5 km und 28 Minuten ununterbrochener Flugdauer. Die zahlreichen Anfragen nach Bauteilen und Nachbaumöglichkeiten brachten ihn dazu, neben der Arbeit als selbständiger Kfz-Sachverständiger sein Hobby Modellbau zum Beruf zu machen. Ende des Jahres 1971 hatte er bereits fast 300 Hubschrauber-Bausätze verkauft, etwa 500 weitere Bestellungen standen an. Wegen der großen Nachfrage übernahm die Nürnberger Modellbaufirma HEGI die Produktion und den Vertrieb, Lizenzen gingen an einen Zulieferer der in Deutschland ansässigen Firma Graupner und an die Firma Kalt nach Japan. Anfang 1974 entschloss er sich, die Tätigkeit als Sachverständiger aufzugeben und nur noch als Modellbauhersteller zu arbeiten. „Schlüter-Hubschrauber-Modellbau“ in Mühlheim am Main lieferte durch den Fachhandel und verschiedene Auslandsvertretungen in alle Welt.
Zwischen 1975 und 1981 konstruierte er auch andere RC-Modelle, darunter Boote und Flugmodelle und kleinere technische Entwicklungen im RC-Bereich. Diese wurden durch die dominierende revolutionären Entwicklungen im Modellhubschrauber-Bereich nicht so bekannt.
1986 verkaufte er seine Firma an Robbe Modellsport unter der Bedingung, dass er noch für drei Jahre als Konstrukteur und Berater tätig sein konnte. Dazu gründete er das noch heute existierende „Ingenieur-Büro für Konstruktion und Dokumentation“ in Wiesbaden, in dem unter anderem die Modelle Junior 50, Scout 60, Magic sowie diverses technisches Zubehör sowie die Hubschrauber-Kataloge für Robbe entworfen wurden.
Zur Herstellung und für den Vertrieb von Modellhubschraubern für den industriellen Einsatz entstand später in Wiesbaden die Firma „Aero-Tec Helicopter-Technik GmbH“, die 1997 von Uwe Welter übernommen wurde. Schlüter führte jedoch sein Ingenieurbüro in Wiesbaden weiter und befasste sich außer mit Modellhubschraubern und Zubehör auch mit Entwicklungen für Sportboote und Yachten sowie mit dem Entwurf von Steganlagen.

## Schriften
- Hubschrauber ferngesteuert. 14. Auflage. Neckar-Verlag, Villingen-Schwenningen 2007, ISBN 3-7883-3126-7 (Das Standardwerk des Erfinders des Modellhubschraubers).
- Die Geschichte des Modellhubschraubers und andere Erinnerungen. Neckar-Verlag, Villingen-Schwenningen 2007, ISBN 978-3-7883-0695-3 (Modell-Spezial), (Die Lebensgeschichte vom „Vater des Modellhubschraubers“).
- Weißer Jahrgang '31. Rückblicke und Einsichten, Szenen aus meinem Leben, die Geschichte des Modellhubschraubers und andere Erinnerungen. Mein Buch, Hamburg 2005, ISBN 978-3-86516-449-0.